# Чаггер, Бардиш
Бардиш Чаггер (англ. Bardish Chagger; род. 6 апреля 1980 года, Уотерлу, Онтарио, Канада) — канадский политик, член Либеральной партии Канады. Член Палаты общин Канады от округа Уотерлу с 2015 года. В прошлом — министр по вопросам интеграции и молодёжи (2019—2021). Ранее занимала пост главы правительства в Палате общин (2016—2019), также работала в должности министра малого бизнеса и туризма (2015—2018).
Чаггер стала первой женщиной-руководителем в Палате общин в истории Канады.

## Биография
Родилась 6 апреля 1980 года в Уотерлу, провинция Онтарио, в семье сикхов, эмигрировавших из индийского Пенджаба в 1970-е годы. Ее отец, Гурминдер «Гоги» Чаггер, был активным членом Либеральной партии и поклонником премьер-министра Пьера Трюдо. Чаггер обучалась в Университете Уотерлу, собираясь стать медсестрой, но впоследствии стала помощником члена Палаты общин от Либеральной партии Эндрю Телегди. На выборах 1993 года, когда Чаггер было 13 лет, она была волонтёром в успешной кампании Телегди.
Она училась в Университете Ватерлоо с намерением стать медсестрой, но впоследствии стала исполнительным помощником Телегди, который представлял Ватерлоо в Палате общин либералов с 1993 по 2008 год.
Чаггер вызвалась участвовать в заявке Джастина Трюдо на лидерство в партии в 2013 году и впоследствии стала кандидатом от Либеральной партии на выборах 2015 года. Чаггер одержала победу нам занимавшым два срока эту должность консерватора Питера Брейда, который ранее вытеснил ее бывшего работодателя Эндрю Телегди. Прошла в парламент, набрав 49,7 % голосов.
4 ноября 2015 года была приведена к присяге в качестве министра малого бизнеса и туризма. В результате перестановки в кабинете министров 18 июля 2018 года обязанности Чаггер в сфере малого бизнеса были переданы Мэри Ын, а Мелани Жоли стала министром туризма.
19 августа 2016 года Чаггер была приведена к присяге в качестве лидера правительства в Палате общин, заменив на этом посту Доминика Леблана.
На выборах 2019 года Бардиш Чаггер была переизбрана как член Палаты общин.
26 октября 2021 года был приведён к присяге новый состав правительства Трюдо, в котором Чаггер не получила никакого назначения, а её полномочия разделили Ахмед Хусейн и Марси Йен.